# 卡斯蒂约内斯
卡斯蒂约内斯（法語：Castillonnès，法語發音：[kastijɔnɛs]）是法国洛特-加龙省的一个市镇，位于该省北部，属于洛特河畔新城区。

## 地理
卡斯蒂约内斯（44°39'8"N, 0°35'30"E）面积19.4 平方千米，位于法国新阿基坦大区洛特-加龍省，该省份为法国西南部内陆省份，北起多爾多涅省，西接吉倫特省和朗德省，南至热尔省，东临塔恩-加龙省和洛特省。
与卡斯蒂约内斯接壤的市镇（或旧市镇、城区）包括：卡于扎克、杜赞、费朗萨克、卢格拉特、蒙托里奥勒、德罗河畔圣康坦。
卡斯蒂约内斯的时区为UTC+01:00、UTC+02:00（夏令时）。

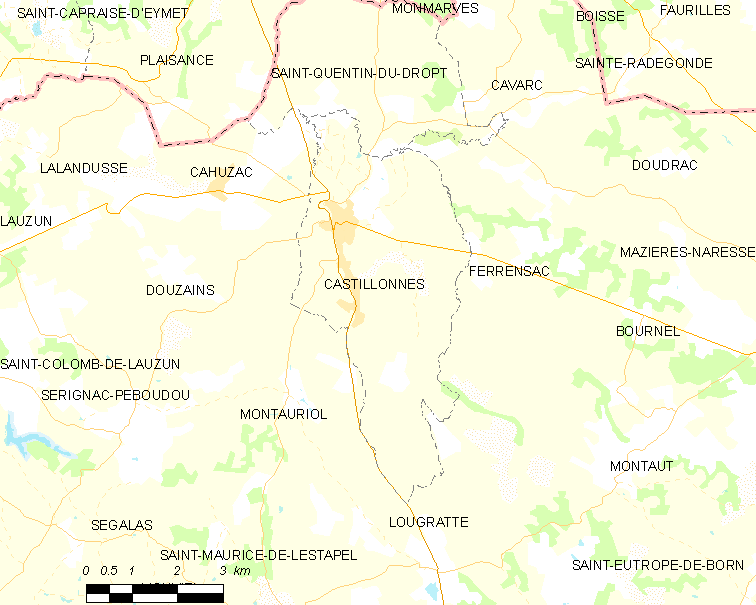
卡斯蒂约内斯的OSM定位图

## 行政
卡斯蒂约内斯的邮政编码为47330，INSEE市镇编码为47057。

## 政治
卡斯蒂约内斯所属的省级选区为德罗河谷县。

## 交通
法国国道N21线和洛特-加龙省省道D1线、D2线、D121线在镇中心交汇，另有省道D416线经过境内。

## 人口

1962-2008年间卡斯蒂约内斯人口变化图示

卡斯蒂约内斯于2022年1月1日时的人口数量为1359人。